# Dogue de Bordeaux
Il dogue de Bordeaux è una razza canina molossoide di tipo "dogue" originaria della Francia riconosciuta dalla FCI (standard N. 116, Gruppo 2, Sezione 1).
È un cane docile con il padrone, discreto e non invadente. Come tutti i molossoidi, abbaia solo quando è necessario. Se possibile adora trascorrere la maggior parte del tempo con il suo padrone. Le principali varietà dei dogue de Bordeaux sono due e si differenziano per il colore della maschera: nera o rossa. Ha le caratteristiche di un atleta: prestanza, forza fisica, agilità e resistenza alla fatica. Ma a volte anche un po' di pigrizia.

## Nei media

### Cinema
- Un dogue de Bordeaux è protagonista nel film Turner e il casinaro (1989) con Tom Hanks.

### Televisione
- Nella serie tv americana Tequila e Bonetti uno dei due protagonisti era un dogue de Bordeaux, doppiato nella versione italiana da Ferruccio Amendola.